# Chlorocala viridicyanea
Chlorocala viridicyanea är en skalbaggsart som beskrevs av Pallisot de Beauvois 1805. Chlorocala viridicyanea ingår i släktet Chlorocala och familjen Cetoniidae. Inga underarter finns listade i Catalogue of Life.